# ヴィニシウス・オリべイラ
ヴィニシウス・オリベイラ（Vinicius Oliveira、1995年11月29日 - ）は、ブラジルの男性総合格闘家。アラゴアス州マセイオ出身。SOMBRA TEAM所属。UFC世界バンタム級ランキング12位。元UAE Warriorsバンタム級王者。

## 来歴
ブラジル出身。幼少期からブラジリアン柔術を学び、後にMMAへ転向した。
ニックネームは「Lok Dog（ロック・ドッグ）」。打撃を主体とするファイターでありながら、寝技でも高いスキルを持つ
総合格闘技に転向し、ブラジル国内の地域大会でキャリアを積んだ。2019年以降はアメリカ合衆国に活動拠点を移し、LFAなどの北米団体で実績を残す。2023年にUFCと契約し、オクタゴンデビューを果たした。

## 人物
ニックネームは「Lok Dog（ロック・ドッグ）」。高いフィニッシュ率を誇る攻撃的なファイトスタイルが特徴で、特に長いリーチを活かしたストライキングを得意とする。身長180cmを超えるバンタム級の大型ファイターであり、その恵まれた体格も武器の一つである。また、試合前後のパフォーマンスや強気な言動でも注目を集め、将来のバンタム級戦線を担う新鋭と目されている。

## 戦績

### プロ総合格闘技
| 総合格闘技 戦績 | 総合格闘技 戦績 | 総合格闘技 戦績 | 総合格闘技 戦績 | 総合格闘技 戦績 | 総合格闘技 戦績 | 総合格闘技 戦績 |
| --------------- | --------------- | --------------- | --------------- | --------------- | --------------- | --------------- |
| 26 試合         | (T)KO           | 一本            | 判定            | その他          | 引き分け        | 無効試合        |
| 23 勝           | 16              | 2               | 5               | 0               | 0               | 0               |
| 3 敗            | 3               | 0               | 0               | 0               | 0               | 0               |

| 勝敗 | 対戦相手                                 | 試合結果                             | 大会名                                           | 開催年月日     |
| ○    | カイラー・フィリップス                   | 5分3R終了 判定3-0                    | UFC 318: Holloway vs. Poirier 3                  | 2025年7月19日  |
| ○    | サイード・ヌルマゴメドフ                 | 5分3R終了 判定3-0                    | UFC Fight Night: Adesanya vs. Imavov             | 2025年2月1日   |
| ○    | リッキー・シモン                         | 5分3R終了 判定3-0                    | UFC 303: Pereira vs. Procházka 2                 | 2024年6月29日  |
| ○    | ベルナルド・ソパイ                       | 3R 4:41 KO（右飛び膝蹴り）           | UFC Fight Night: Rozenstruik vs. Gaziev          | 2024年3月2日   |
| ○    | ビクター・マドリガル                     | 1R 3:02 KO（パンチ）                 | Dana White's Contender Series 2023 Week 8        | 2023年9月26日  |
| ○    | 吉野光                                   | 1R 4:02 TKO（パンチ）                | UAE Warriors 39: Machaev vs. Olzhabay            | 2023年3月18日  |
| ×    | アリ・タレブ                             | 3R 2:30 KO（パンチ）                 | UAE Warriors 30 【UAEWバンタム級タイトルマッチ】 | 2022年7月2日   |
| ○    | シルベスター・チプフンブ                 | 1R 3:43 リアネイキドチョーク         | UAE Warriors 24 【UAEWバンタム級タイトルマッチ】 | 2021年10月29日 |
| ○    | ザビエル・アラウイ                       | 2R 3:42 TKO（右ハイキック→パウンド） | UAE Warriors 18 【UAEWバンタム級タイトルマッチ】 | 2021年3月20日  |
| ○    | スルタン・ゾルドシュベク                 | 5分3R終了 判定3-0                    | UAE Warriors 15                                  | 2021年1月15日  |
| ○    | フルカトベク・ヨクボフ                   | 2R 2:11 TKO                          | UAE Warriors 14                                  | 2020年11月27日 |
| ○    | カイオナ・バティスタ                     | 5分3R終了 判定3-0                    | Future FC 10: Furia vs. Godzilla                 | 2019年12月6日  |
| ○    | レオスバルド・アウベス                   | 2R 2:01 TKO（パンチ）                | Future FC 6: Cado vs. Giacomo                    | 2019年6月28日  |
| ×    | アドリアーノ・ラモス                     | 1R 1:36 KO（パンチ）                 | Future FC 1: Da Costa vs. Barbosa                | 2019年1月25日  |
| ○    | ルペン・バルカ・デ・ソウザ               | 2R 2:30 TKO（パンチ）                | NCE 32                                           | 2018年12月8日  |
| ×    | クリスチャン・キニョネス                 | 2R 0:44 TKO（ドクターストップ）      | Combate Americas: Mexico vs. The World           | 2018年5月18日  |
| ○    | レオニルソン・アゼベド                   | 1R 1:58 TKO（パンチ）                | CWC 4: Samurai Edition                           | 2017年12月16日 |
| ○    | ルイス・フェルナンド・コレア             | 1R 2:42 TKO（パンチ）                | TAURA MMA - 1                                    | 2017年9月16日  |
| ○    | アマウリ・カルペス                       | 1R 該当なし TKO（パンチ）            | Major Fight Night Brazil                         | 2017年8月5日   |
| ○    | ジュニア・セザール                       | 1R 1:57 KO（パンチ）                 | TAURA MMA: All Champions Fight Tournament        | 2017年6月24日  |
| ○    | ティアゴ・ドス・サントス・エベルツ       | 1R 2:39 TKO（パンチ）                | JVT Championship 12                              | 2017年5月20日  |
| ○    | ギリェルメ・パエス・フェレイラ・サントス | 1R 1:14 KO（パンチ）                 | Copa do Brasil: Professional The Best Fighter    | 2017年2月18日  |
| ○    | ウリセス・セサル・ネト・バルセロス       | 1R 2:50 TKO（パンチ）                | BFQ MMA                                          | 2017年1月14日  |
| ○    | マイケル・アントニオ・テイシェイラ       | 1R 1:19 TKO                          | Warriors Fighters - 2nd Edition                  | 2016年11月12日 |
| ○    | アレクサンデル・カスティリョス           | 1R 4:22 ギロチンチョーク             | X-Fest MMA 9                                     | 2016年6月11日  |
| ○    | マイケル・アントニオ・テイシェイラ       | 1R 2:00 KO（パンチ）                 | Brothers Fighting 2                              | 2015年12月19日 |

## 獲得タイトル
- UAE Warriorsバンタム級王座